# (13185) Агасфен
(13185) Агасфен (др.-греч. Ἀγασθένης) — типичный троянский астероид Юпитера, движущийся в точке Лагранжа L4, в 60° впереди планеты. Астероид был открыт 5 октября 1996 года бельгийским астрономом Эриком Эльстом в обсерватории Ла-Силья и назван в честь Агасфена, одного из персонажей древнегреческой мифологии.

Орбита астероида Агасфен и его положение в Солнечной системе